# Église Notre-Dame de Savigny-sur-Aisne
L'église Notre-Dame est une église située à Savigny-sur-Aisne, en France.
Elle est située sur une butte auquel on accède par une vingtaine de marches et surplombe une bonne partie du village. L'élément le plus remarquable de cet édifice est le portail occidental, dans un style gothique flamboyant. L'église, classée peu de temps avant la première Guerre mondiale, a été touchée par des obus pendant ce conflit. Le transept sud, le chœur et une partie de la toiture ont été endommagés, mais le portail occidental a été préservé. L'église a été restaurée à l'identique dans l'entre-deux-guerres.

## Description

### Structure générale
De façon très traditionnelle, l'église emprunte la forme d'une croix latine orientée vers l'est. Elle est constituée d'un chœur à cinq pans, d'un transept et d'une nef à trois travées et deux bas-côtés.
Les matériaux sont issus de la région proche. Les murs utilisent généralement la pierre blanche de Chémery-sur-Bar. Le portail, les remplages de fenêtres, et les zones de fortes contraintes (chaînes d'angles, contreforts, nervures de voûtes, etc.) emploient la pierre ocre (grès) d'Authe et de Dom-le-Mesnil. L'alternance de ces couleurs blanches et jaunes donne du rythme à la construction. Une réparation en briques a été faite à la fin du XVIIIe siècle sur la façade occidentale.

### Le portail
Le portail de cette église vaut surtout par son élégance et son élan, prolongeant l'escalier montant à l'église, plus que par les sculptures de la partie haute même si celles-ci attirent le regard.

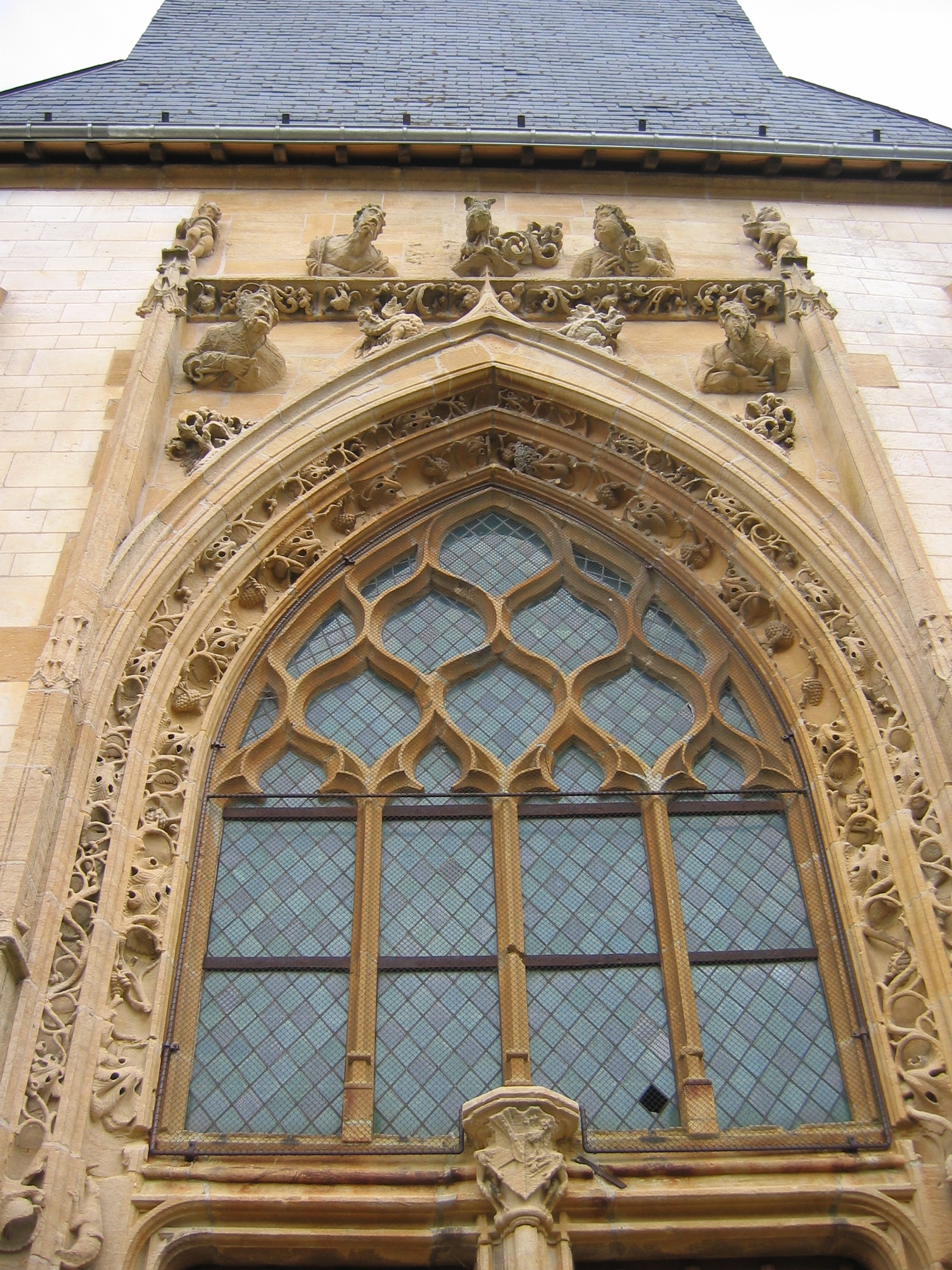
détail du portail.

Un grand arc ogival encadre deux voussures à gorge creuse. Des rinceaux sont sculptés dans la voussure supérieure, et des pampres dans la voussure inférieure. Ces motifs se terminent à la base des piliers par des sculptures d'animaux. Un trumeau central supporte un blason seigneurial porté par deux lions. Ce sont les armoiries de Valentin de Savigny (le père de Christophe de Savigny), et de sa première épouse. Ceci permet de dater la construction du portail dans la période de 1516 (date de leur mariage) à 1530 (date à laquelle cette première épouse était certainement décédée).
Les piliers latéraux se prolongent, portant à leur sommet des putti, l'un jouant au cerceau, l'autre dansant. Une moulure transversale relie ces deux putti, avec des bustes en ronde-bosse disposés de part et d'autre. Ces bustes un peu rongés par les années représentent quatre saints munis d'un attribut facilitant leur identification. En haut à gauche l'apôtre saint Barthelemy avec le couteau qui servit à son martyre, en bas à gauche l'apôtre saint Pierre et sa clef, en haut à droite l'apôtre saint Jean l'Évangéliste avec une coupe dont sort un serpent, et en bas à droite saint Paul avec l'épée de son martyre. S'y ajoutent dragons et griffons.

### Autres éléments extérieurs
Quinze contreforts consolident l'édifice, trois pour la façade occidentale, quatre pour la nef, quatre pour le transept et quatre pour le Chœur. Ces contreforts sont ornés de sculptures, motifs géométriques, gargouilles, animaux, etc.. Un cadran solaire est gravé sur le contrefort d'angle au sud-ouest.
Au-dessus de la première travée de la nef s'élève une tour carrée en bois, avec une flèche à huit pans ornementée de quatre clochetons. À gauche du portail est édifiée une tourelle carrée . L'autre angle ne comporte qu'une échauguette cubique, ou plutôt un hourd en bois en encorbellement, sorte de cabane pour guetter de part et d'autre. Une bretèche décorée de motifs géométriques complète le dispositif défensif sans qu'on sache ce qu'elle protège, n'étant pas situé au-dessus de la porte mais à côté. Sans doute a-t-elle était déplacée.
De multiples inscriptions sont gravées sur les murs, dont, juste à côté de la porte méridionale de la façade, ce graffiti du XVIe siècle citant, en latin, le livre des Proverbes de l'Ancien Testament, « noli arguere derisorem ... », rappelant ainsi que le silence est la meilleure réponse à la raillerie.

### Éléments intérieurs
À l'intérieur, les ogives sont portées par des moulures qui retombent sur les piliers cylindriques de la nef. Ceux du transept et du chœur sont multicolonnes avec des chapiteaux peu élevés. Cet intérieur est éclairé par des fenêtres ogivales à deux meneaux, de style flamboyant. Les vitraux n'ont pas survécu aux conflits du XXe siècle. Les fenêtres sont aujourd'hui constituées de carreaux de verre incolore en losange.
Trois dalles funéraires subsistent dans l'édifice, dont notamment celles d'un notaire, Jean Bricot, et celle de Valentin de Savigny déjà cité. Ces deux dernières dalles ont été classées au titre des monuments historiques en 1908, quelques années avant que l'édifice ne le soit également. Celle de Jean Bricot est la plus ancienne, datant de 1546. Elle est fixée aujourd'hui verticalement sur le mur de la façade occidentale, du côté nord, et était initialement dans le collatéral sud. La figure gravée sur cette grande pierre blanche est en partie effacée mais l'inscription reste lisible : « Cy gist honnorable homme Jehan Bricot en son vivant notaire demeurant à Savigny. Qui trespassa le vingt huictiesme jour d'apvril l'an mil cinq cens quarente six. Priez Dieu pour luy et pour les trépassés. ». La dalle de Valentin de Savigny est un marbre noir, placé dans le transept méridional. Son emplacement initial était dans l'allée centrale de la nef, à proximité du chœur. Les armoiries de ce seigneur sont gravées au-dessus d'une paire de tibias et d'une tête de mort. L'inscription est la suivante : « Cy gist honoré seigneur de ce lieu feu Valantin de Savigny avec ses 4 (femmes) espousées en cette église, lequel trespassa le 4 may l’an de grâce 1564 ». Aux quatre coins du marbre noir figurent les armoiries de chacune de ses femmes, avec des inscriptions, difficilement lisibles, indiquant le nom de l'épouse et la date de décès.

### Le presbytère

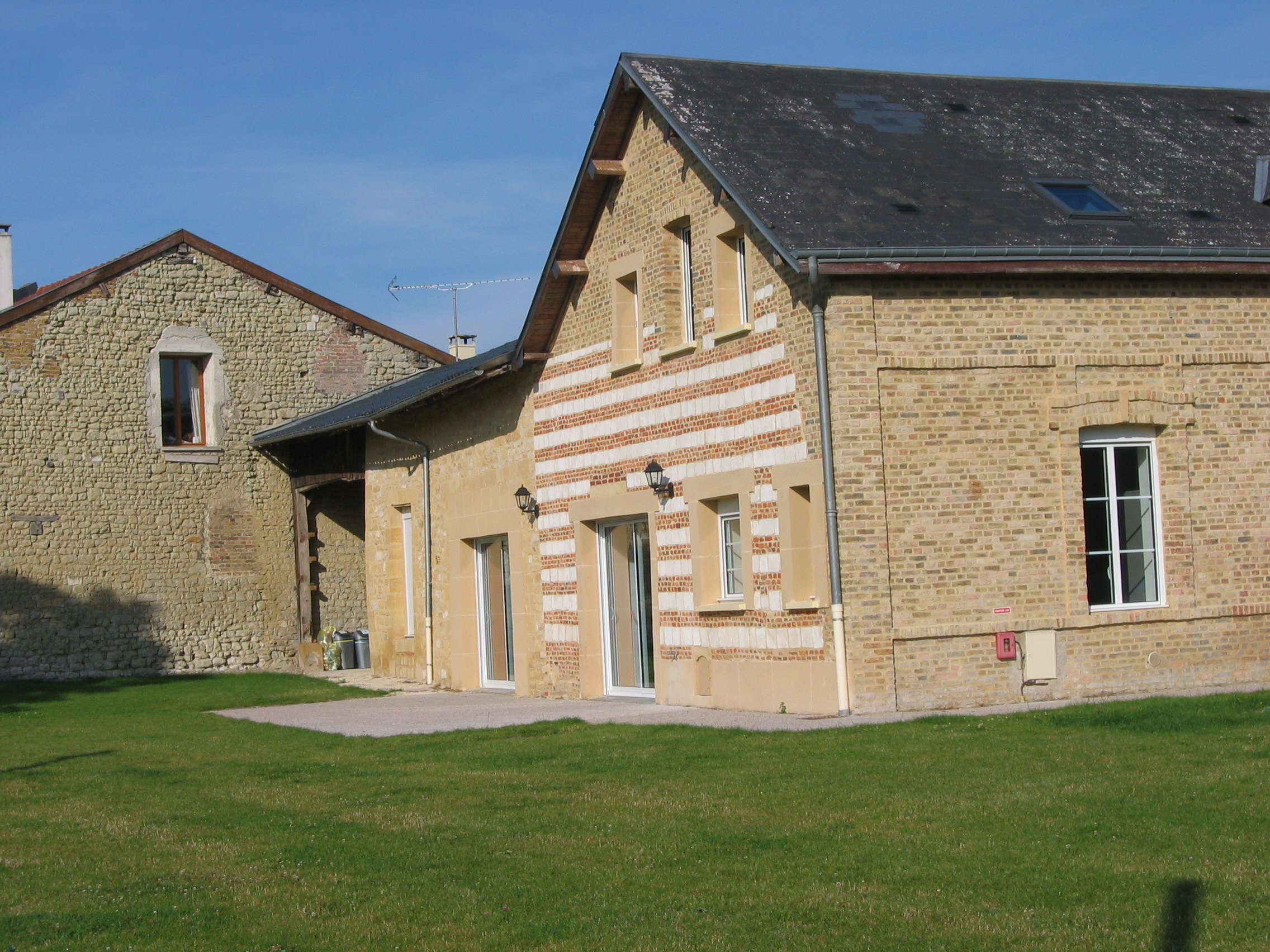
Ancien presbytère devenu gîte rural

Un premier presbytère a été vendu comme bien national à la Révolution de 1789 et a disparu. La commune a acquis un autre bâtiment en 1830, un peu plus en hauteur, qu'elle a réaménagé voire reconstruit quelques décennies plus tard. La date de 1877 est gravé sur sa façade. Ce bâtiment a été reconverti depuis quelques années en un gîte rural, loué par la commune. De ce gîte, un sentier descend au lavoir de la commune et à la vallée de l'Aisne.

## Localisation
L'église est située dans la partie haute de la commune de Savigny-sur-Aisne, dans le département français des Ardennes, sur un monticule qui se détache du coteau. L'escalier permettant d'y accéder commence en face de la mairie.

## Historique
La construction de l'église s'étale de la fin du XIVe siècle au début du XVIe siècle. Le portail correspond à la partie la plus récente. Elle est dédiée à Notre-Dame et plus particulièrement à sa Nativité. L'entretien du chœur et du transept a été assuré jusqu'à la Révolution de 1789 par l'ordre de Saint-Jean de Jérusalem, l'entretien de la nef et du portail par les habitants.
L'édifice est classé au titre des monuments historiques en 1913. Il reçoit plusieurs obus pendant la première Guerre mondiale, avec des dégâts significatifs : toutes les ardoises de la toiture sont brisées ou arrachées, des contreforts sont endommagés, la voute du chœur est fissurée, le transept sud est détruit, une partie de la flèche est démolie. De 1919 à 1922, des travaux provisoires de déblaiement et de préservation sont menés. Puis une restauration complète est menée de 1924 à 1928. Il est possible que le classement de 1913 ait facilité les décisions.